# Samuel Ace
Samuel Ace, précédemment connu sous le nom de Linda Smukler, né le 24 mai 1954 à Cleveland dans l'Ohio, est un poète américain.

## Biographie
Samuel Ace s'installe à New York en 1978, après avoir abandonné un Master of Fine Arts en peinture à Yale. Travaillant alors dans la production cinématographique, il rencontre Gloria Anzaldúa à l'occasion d'une lecture publique et participe ensuite à un atelier d'écriture qu'elle anime. Là, en plus de commencer à composer les poèmes qui formeront le cœur de Normal Sex, son premier recueil, Samuel Ace rencontre les auteurs avec qui il va former Overload, un groupe qui se produira lors de lectures publiques. Par la suite, Samuel Ace reprend des études au City College of New York, auprès notamment du poète William Matthews (en). Il fait paraitre Normal Sex en 1994, puis, deux ans plus tard, Home in three days. Don't wash, qui reçoit davantage d'attention.
Assigné femme à la naissance et connu jusque-là sous le nom de Linda Smukler, Samuel Ace entreprend de transitionner au tournant du XXIe siècle, à la même période qu'il déménage à Tucson. Son troisième livre parait en 2011, le fruit d'un travail collaboratif avec la poétesse Maureen Seaton. Trace Peterson remarque à ce sujet que, de fait, la publication de ce livre à quatre mains n'a pas donné l'impression de l'arrivée d'un nouveau poète dans le monde de la poésie.

## Œuvre
- (en-US) Normal Sex, Firebrand Books, 1994
- (en-US) Home in three days. Don't wash, Hard Press, 1996

- (en-US) Samuel Ace et Maureen Seaton, Stealth, Chax Press, 2011
- (en-US) Our Weather Our Sea, 2019
- (en-US) I want to start by saying, Cleveland State University Poetry Center, 2024, 160 p. (ISBN 979-8-9897084-0-6)